# Fernand Piet

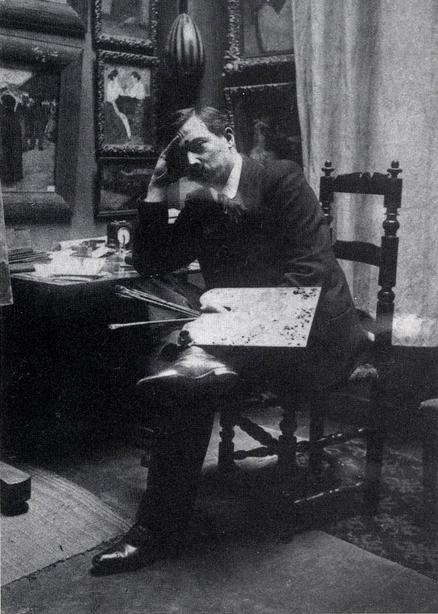
Ritratto di Fernand Piet nel suo atelier di rue Lamark

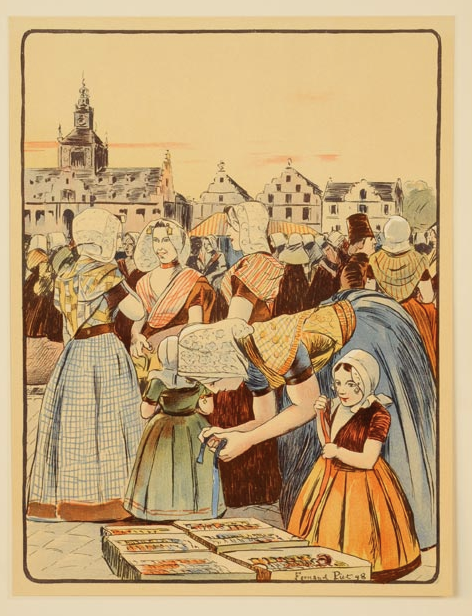
Fernand Piet Le Marché de Zealande, litografia pubblicata da L'Estampe moderne

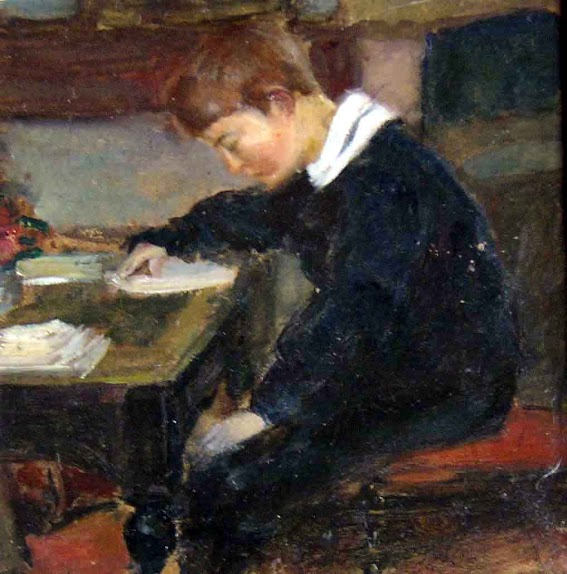
Michel Piet, fratello di Fernand Piet

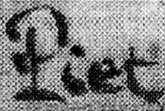
Firma su tela di Fernand Piet

Fernand Piet (Parigi, 26 agosto 1869 – Parigi, 24 febbraio 1942) è stato un pittore francese.

## Biografia
Figlio primogenito di Jules Piet e nipote di Charles Mozin, Piet è stato allievo di Eugène Carrière, di Fernand Cormon e di Alfred Roll. 
Al Salon des Indépendants e al Salon des artistes français egli espone le sue tele e incisioni di paesaggi della Bretagna. dell'Olanda e del Sud, e rappresentazioni di scene comuni: parchi, bambini, mercati.
Piet è anche autore di numerosi nudi femminili e di rari paesaggi marini. 
L'agiatezza economica che gli procura la sua famiglia e le fortunate speculazioni finanziarie in Borsa, gli permettono di condurre un'agiata vita mondana con i suoi amici Lucien-Victor Guirand de Scevola, Edmond Lempereur e Jean-Louis Forain.
Nel 1905 diventa con Paul Signac vice direttore del Salon des Indépendants.
Nel 1910 riceve l'onorificenza del Ordine delle Palme accademiche.
Tra il 1985 e il 2003, 8 vendite all'Hôtel Drouot hanno disperso l'atelier di Piet. 

## Esposizioni
- Galerie du Théâtre d'Application (la Bodinière) 1893
- Esposizione internazionale d'arte di Venezia, 1899
- Exposition de la Sécession viennoise, Vienna, dicembre 1899[4]
- Grosse gemälde Ausstellung des Kunstvereins, Brema, Germania 1900
- Exposition universelle de 1900, Parigi, medaglia di bronzo
- Exposition universelle de Bruxelles 1910
- Exposition au profit des œuvres de guerre (maggio-giugno 1918) N°377 bis Marché à la poterie à Quimperlé
- Salon des indépendants di 1893 al 1925
- Salon des artistes français
- Galerie Interkunst München, Der maler Fernand Piet und die Belle Epoque  dal 15/11/1968 al 15/01/1969 e dal 02/06/1969 al 30/06/1969
- Galerie Barthelmess & Wischnewski, Berlino, dal 12 aprile al 7 giugno 2014 Die Entdeckung des Alltäglichen (Le Jardin du Luxembourg)

## Musei
- Musée de l'Ermitage (Saint-Pétersbourg), Marché a Brest(1899)[5]. antica collezione Sergueï Chtchoukine.
- Neue Pinakothek München. Le Square Montholon (1891)[6]